# Fe
För andra betydelser, se Fe (olika betydelser).

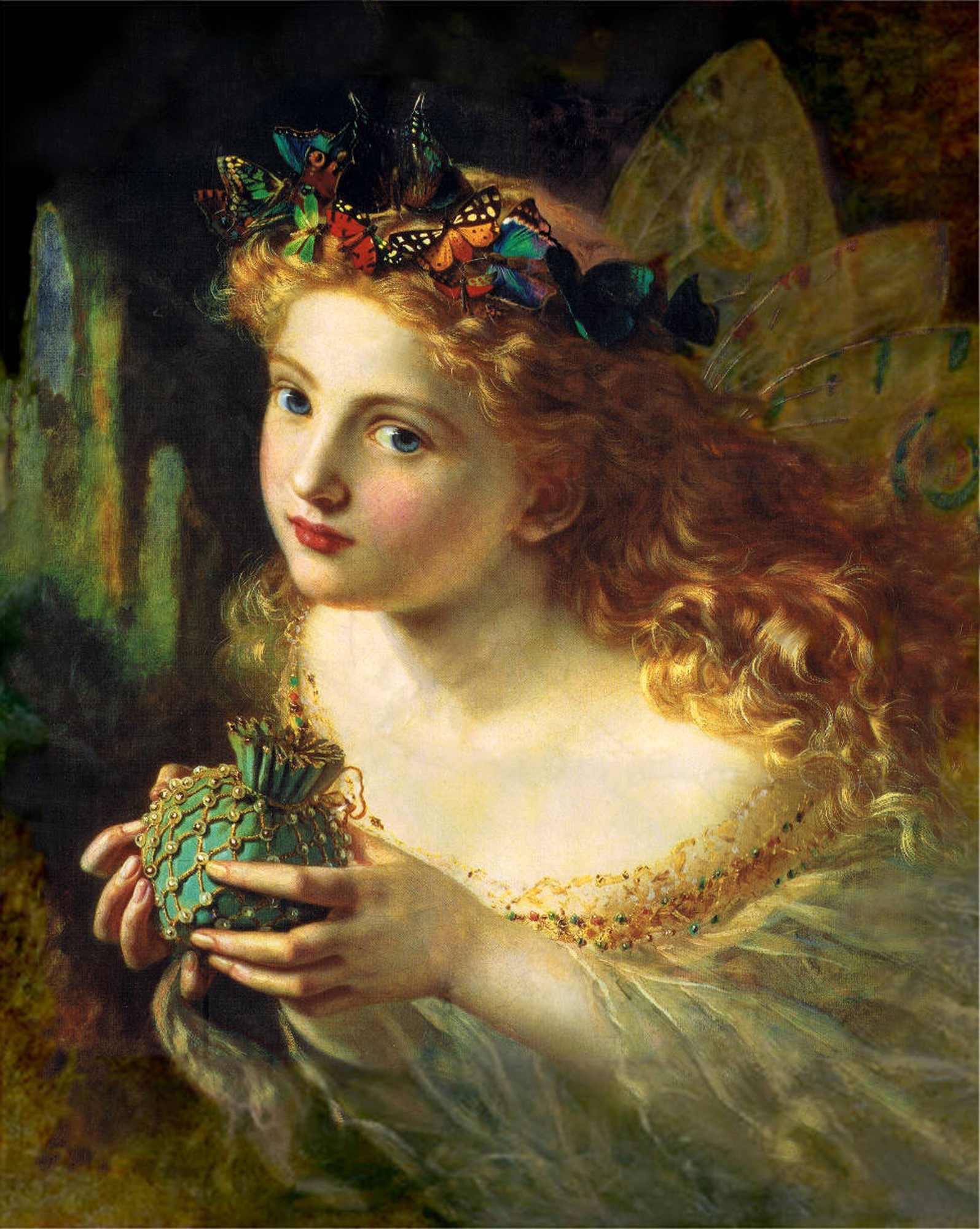
Fe – "Take the Fair Face of Woman", målning av Sophie Gengembre Anderson.

Fe (ytterst av medeltidslatinets fata, 'ödesgudinna') är ett särskilt i romanska folksagor förekommande övernaturligt kvinnligt väsen. Från romanska länder har de importerats till Storbritannien, där de främst förekommer i konstsagor. De bor ibland i ett mer eller mindre utomvärldsligt rike ofta kallat Faerie eller Faerieland, som till sitt ursprung är besläktat med síd eller sídhe i den keltiska mytologin. I brittisk folktro har de, såsom fairies, identifierats med diverse inhemska väsen, bland annat med alver (engelska elves). Detta eftersom begreppet fairy i äldre engelsk folkloristik används på samma vis som svenskans "väsen", och alltså också kan användas för att beskriva varelser i utombrittisk eller rent av utomeuropeisk folklore. I folketymologi har man tänkt sig ordet som en förkortning av the fair folk eller dylikt; fair har emellertid samma germanska ursprung som svenskans "fager".
På svenska översätts orden (fée, fairy, osv.) ibland som älva; det finns dock ingen direkt historisk koppling mellan älvor och feer, utan det har att göra med en sammanblandning mellan älvor och alver, och den ovan nämnda sammanblandningen mellan alver och feer. Fairy tale betyder saga. Sir Arthur Conan Doyle har skrivit en bok som heter The coming of the Fairies. Han blev lurad av några unga flickor, sextonåriga Elsie Wright och hennes tioåriga kusin Frances Griffith, att tro att de hade tagit foton på älvor. 1983 erkände den 76-åriga Frances Griffith att bilderna var förfalskningar (se Cottingley Fairies). Om det kan man läsa i boken Vetenskap och ovetenskap av Sven Ove Hansson.

## Berömda feer
- Tandfen, som byter ut barns tappade mjölktänder mot mynt.
- Tingeling i Peter Pan.
- Den gröna fen (la fée verte), smeknamn och personifikation av Absint.
- Den blå fen i Pinocchio.
- Den onda och de goda feerna i Törnrosa.
- Den goda fen i Askungen.
- Morgan le Fay i Artursagan. Se även Fata morgana.
- Oberon och Titania i Shakespeares En midsommarnattsdröm.
- Gloriana,  titelperson i The Faerie Queene, en episk dikt av Edmund Spenser.
- Feerna i The Legend of Zelda (på japanska kallade yōsei, 妖精, 'förtrollande andar' eller 'magiväsen').
- Cosmo och Wanda i Fairly Odd Parents.
- Feerna i Cicely M. Barkers illustrationer.